# 萧昭胄
萧昭胄（5世纪—501年），字景胤，中国南北朝南朝齐宗室，齐武帝之孙，萧子良之子。

## 生平
萧昭胄广泛涉猎有父风。齐武帝永明八年（490年），自竟陵王世子为宁朔将军、会稽郡太守。萧昭业初年，为右卫将军，未拜，转任侍中，领右军将军。齐明帝建武三年（496年），再为侍中，领骁骑将军，转任散骑常侍，太常。因为封境近边，永元元年（499年），改封巴陵王。齐明帝、萧宝卷父子欲诛齐高帝、齐武帝子孙，陈显达反叛之后，萧宝卷召集诸王进宫。巴陵王萧昭胄有鉴于永泰元年（498年）王敬则谋反，明帝召诸王入宫欲行杀戮，与弟弟永新侯萧昭颖装扮成和尚，逃往江西，投奔崔慧景。永元二年（500年），崔慧景起兵之时，萧昭胄兄弟二人前去参加。崔慧景倾向于立萧昭胄为帝，但在和蕭寶玄之間一直犹豫不决，不知到底立谁为好。
永元三年（501年），崔慧景失败之后，巴陵王萧昭胄、永新侯萧昭颖自首投降朝廷，后来各以王侯身份回到府第，心中不能安然。桑偃与巴西太守萧寅合谋，要立萧昭胄为帝，萧昭胄答应事成之后，让萧寅做尚书左仆射和护军。萧寅联络屯驻新亭的军主胡松，建议萧宝卷外出，萧寅等人带兵奉送萧昭胄进入宫中，关闭城门，宣布登基。萧宝卷建成芳乐苑，几个月不出外游赏。桑偃等人商议招募壮士从万春门进去，杀掉萧宝卷，萧昭胄认为这样不可行。桑偃的同党王山沙报告了御刀徐僧重。萧寅派人在路上刺杀了王山沙，但是官吏在王山沙的香袋中发现了写有萧昭胄等人计划的纸条，萧昭胄兄弟以及桑偃等人都伏法被诛。
子蕭同、蕭賁。蕭同在梁朝被封為監利侯。